# Еврейские кладбища во Львове
Евре́йские кла́дбища во Льво́ве — сохранившиеся и уничтоженные иудейские захоронения во Львове (Украина).
Старое еврейское кладбище во Львове является одним из древнейших в Восточной Европе. Оно вместе с остатками стен Высокого Замка и церковью Святого Николая представляет собой один из немногих памятников княжеских времён во Львове. Долгое время на нём хоронили евреев со всей Галиции, лишь в конце XVI — начале XVII века было разрешено иметь кладбища еврейским общинам других галицких городов и местечек.

## Старое кладбище

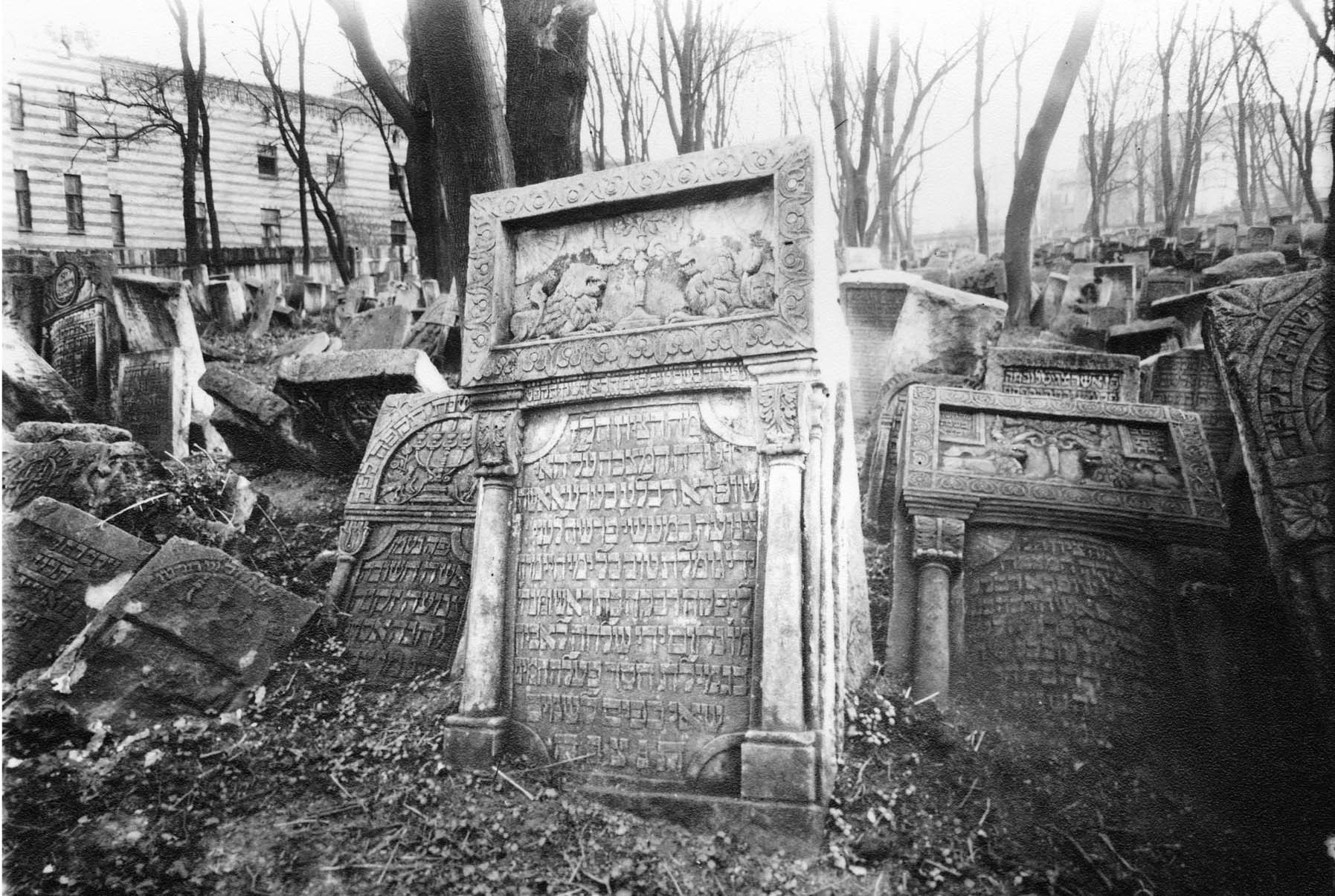
Старое кладбище в конце XIX века

Существует несколько версий, когда во Львове появилось еврейское кладбище. Дирекция старого еврейского кладбища утверждала, что древнейшие мацейвы датируются 1348 (младенец Якуб) и 1378 (Мириам, дочь Саула). Директор Львовского исторического архива А.Чоловский считал, что еврейское кладбище во Львове датируется в городских актах 1414 годом. Другой исследователь Р.Менкицкий считал, что древнейшие упоминание в книгах львовского магистрата относится к 1480 году. В этой записи говорилось, что евреи должны платить за кладбище 30 грошей ежегодно на день святого Николая.
В 1601, 1624, 1628 община докупила участки земли, и плата за пользование кладбищем увеличилась. Границы кладбища были чётко очерчены уже на плане Львова в 1766 году. Оно размещалось между современными улицами Раппопорта, Клепаровской, Броварной и Базарной. Всех выдающихся людей погребали в центральной части. Там похоронен основатель разработки дрогобычских соляных месторождений Волчко; первый львовский раввин рабби Леви бен Якуб Кикенес (умер в 1503); основатель синагоги «Золотая Роза» Исак Нахманович (умер в 1595); сама Золотая Роза, дочь Якуба (умерла в 1637); основатель иешивы, руководитель сеймика евреев Польши Изуе Фалк (умер в 1614); ректор иешивы, которого четвертовали во Львове за веру Хаим Райцес (умер в 1728). Неподалёку находился ряд из 129 надгробий жертвам иезуитского погрома 1664 года. Больше всего мацевот датировались 1855 годом, когда в городе свирепствовала эпидемия холеры. Из-за этой эпидемии Старое кладбище оказалось переполненным, и было закрыто властями.

## Новое кладбище
Новое еврейское кладбище было открыто в августе 1855 года на Пилиховских холмах, около улицы Яновской. На нём похоронены такие уважаемые члены еврейской общины, как Эммануил Блюменфельд, Эмиль Бык, раввин Швабахер, Эхезкиль Каро, Натан Лёвенштейн. В 1856 на новом кладбище на деньги коммерсанта Эфроима Викселя была построена синагога. В 1875 году еврейская община вымостила дорогу (ныне улица Ерошенка) к новому кладбищу от Яновской. В 1890 кладбище окружили забором в неороманском стиле. В 1894 возле главного входа на кладбище построили административное здание. В 1912 было сооружено новое предпохоронное помещение (бет-тахара) в стиле модерн.

## Небольшие кладбища

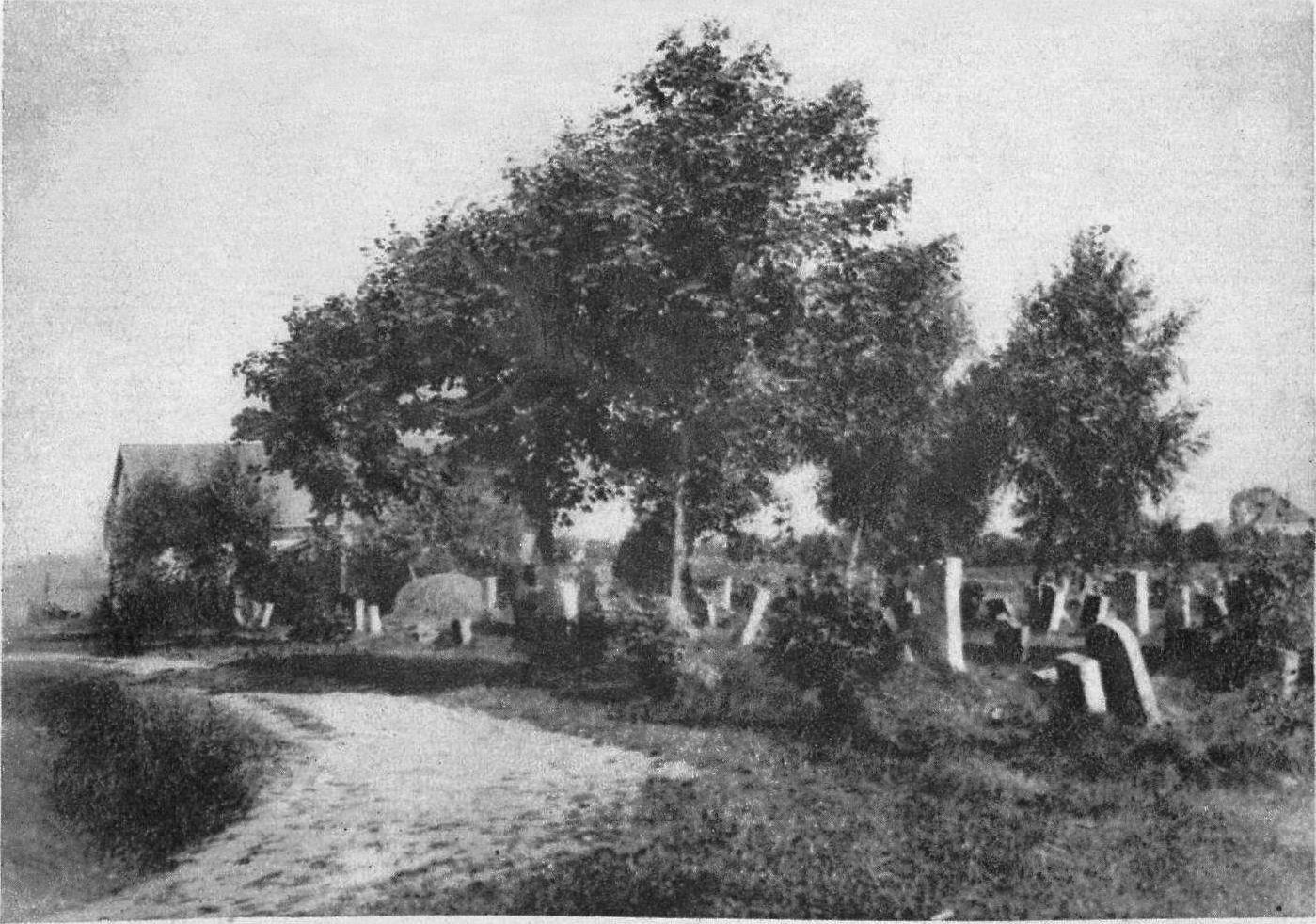
Еврейское кладбище в Кульпаркове

Ещё одно кладбище было открыто на Знесенье в мае 1872 для жителей таких прикагалков (еврейских пригородных селений), как Збоища, Замарстынов, Голоско, Клепаров, Кривчицы.
В сентябре 1884 было открыто еврейское кладбище в Кульпаркове при психиатрической больнице.
В начале XX века на Замарстынове существовало небольшое кладбище, закрытое перед Первой мировой войной.
На Кортумовой горе после 1918 года был построен памятник жертвам погрома в ноябре 1918 года, а рядом с ним мемориал погибшим евреям-воинам австро-венгерской армии.

## Судьба еврейских кладбищ

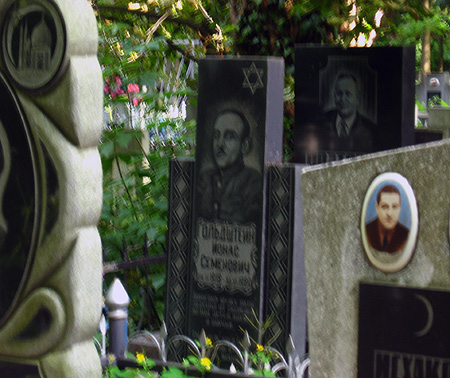
Еврейские и мусульманские могилы в еврейской части Яновского кладбища

Старое кладбище получило статус памятника ещё в начале XX века от австро-венгерского правительства. Этот статус подтвердило правительство воссозданной Польши. Оккупационные немецкие власти приказали уничтожить Старое кладбище. В мае 1942 глава львовского юденрата обращался в администрацию дистрикта Галиция с просьбой предоставить кладбищу статус памятника; ответа не последовало. Окончательно кладбище было уничтожено в 1947 году, когда на его территории был построен Краковский рынок.
Новое еврейское кладбище начало уничтожаться сразу после расстрела юденрата в январе 1943. Весной 1943 было взорвано здание бет-тахара. После окончания войны еврейская религиозная община привела в порядок кладбище, собрала и захоронила останки расстрелянных, и в память им установила гранитный обелиск. К административному зданию пристроили помещение, используемое как бет-тахара. В 1962 году советские власти распустили еврейскую религиозную общину, а новое еврейское кладбище присоединили к находящемуся рядом христианскому Яновскому кладбищу. Сейчас оно на три четверти заполнено христианскими могилами, а в южной части есть несколько десятков мусульманских захоронений. Еврейские захоронения сконцентрированы вокруг главной аллеи.
В советское время территорию кладбища на Знесенье передали под автобазу, а на площади еврейского кладбища в Кульпаркове разместили домостроительный комбинат.
В настоящее время у еврейской общины Львова нет отдельного кладбища.